# 聖斯德望聖殿 (耶路撒冷)

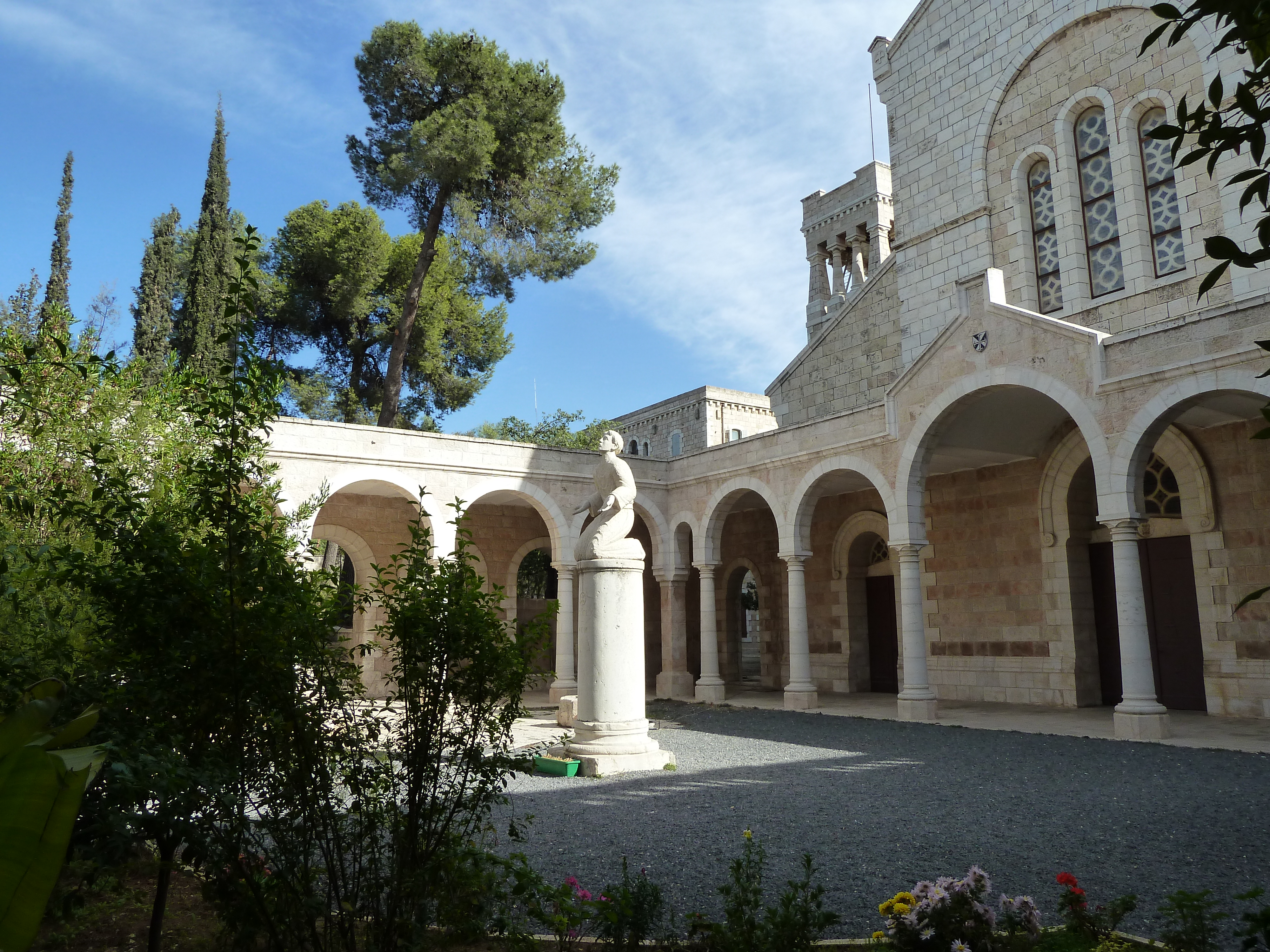
聖斯德望聖殿

聖斯德望聖殿（希伯來語：‎）是以色列耶路撒冷舊城內的一座羅馬天主教教堂。教堂毗鄰法國聖斯德望聖經和考古學學校。有傳說稱這裡是聖斯德望殉道的地方。